# Жемчуг дракона
«Жемчуг дракона» (яп. ドラゴンボール Дорагон бо:ру, Dragon Ball) — манга, созданная Акирой Ториямой, и её многочисленные экранизации. Она по главам выходила в японском журнале Shonen Jump с 1984 по 1995 года, и была издана компанией Shueisha в 42-х томах. В России лицензирована компанией «Комикс-Арт». Кроме трёх аниме-сериалов, по манге были сняты двадцать анимационных фильмов, сделано большое количество видеоигр и коллекционная карточная игра. В 2002 году компания 20th Century Fox начала производство полнометражного фильма «Драконий жемчуг: Эволюция», выход которого состоялся в апреле 2009 года. Существует также китайский фильм 1989 года «Драконий жемчуг: Магия начинается».
«Жемчуг дракона» считается одним из самых популярных и известных произведений в Японии и США. К 2007 году было продано более 150 млн копий манги, а её сюжет оказал большое влияние на авторов таких произведений, как «Наруто» и One Piece. DVD c аниме-сериалами несколько раз попадали в число лидеров продаж в Японии. По данным на апрель 2010 года, эта манга оказалась на втором месте в списке наиболее успешных изданий компании Shueisha за всю историю (после One Piece). Согласно опросу, проведенному в 2007 году министерством культуры Японии, занимало третье место среди лучшей манги всех времен (второе место — JoJo’s Bizarre Adventure, первое — Slam Dunk). 
За всё время вышло более 800 серий аниме и как минимум 24 фильма.

## Сюжет
Сюжет Акиры Ториямы основан на одном из четырёх классических китайских романов, популярном в Японии, «Путешествие на Запад». Главный герой произведения, мальчик с обезьяньим хвостом по имени Сон Гоку (японское чтение имени «Сунь Укун»), учится боевым искусствам и изучает мир в поисках семи мистических предметов, которые известны как «жемчуг дракона». По легенде, они исполняют любое желание, если собрать их вместе. Сначала он встретил городскую девочку-подростка, Бульму, которая искала жемчуг дракона, чтобы найти себе парня. К ним в пути присоединились человек-свинья Улонг, умеющий превращаться в любые вещи, и пустынный бандит Ямча, страдающий гинофобией. Также в пути Гоку повстречал своего будущего учителя Мутэна Роши, мастера боевых искусств, который любит читать порно-журналы, Демона Князь-Быка (Гьюмао) и его дочь Чи-Чи, на которой Гоку по глупости хотел жениться, думая что свадьба — это прием пищи.
В первом томе манги злодеем был глупый император Пилаф, который хотел править миром.

## Адаптации

### Аниме-сериалы
- Жемчуг дракона (1986—1989)
- Жемчуг дракона Z (1989—1996)
- Жемчуг дракона GT (1996—1997)
- Жемчуг дракона Кай (2009—2011; 2014—2015)
- Жемчуг дракона Супер (2015—2018)
- Супер жемчуг дракона герои (2018—2024)
- Жемчуг дракона Дайма (2024-2025)

### Видеоигры
- Dragon Ball: Dragon Daihikyō (1986) – Super Cassette Vision
- Dragon Ball: Shenlong no Nazo (1986) – NES
- Dragon Ball: Daimaō Fukkatsu (1988) – NES
- Dragon Ball 3: Goku Den (1989) – NES
- Dragon Ball Z: Kyōshū! Saiyajin (1990) – NES
- Dragon Ball Z II: Gekishin Freeza (1991) – NES
- Dragon Ball Z: Super Saiya Densetsu (1992) – SNES
- Dragon Ball Z III: Ressen Jinzōningen (1992) – NES
- Dragon Ball Z: Gekitō Tenkaichi Budokai (1992) – NES
- Dragon Ball Z: Super Butōden – (1993) SNES, (2018) Nintendo Switch
- Dragon Ball Z Gaiden: Saiyajin Zetsumetsu Keikaku (1993) – NES
- Dragon Ball Z: Super Butōden 2 – (1993) SNES, (2015) Nintendo 3DS
- Dragon Ball Z: Buyū Retsuden (1994) – Sega Mega Drive
- Dragon Ball Z: Shin Saiyajin Zenmetsu Keikaku — Chikyū-Hen (1993) – Playdia
- Dragon Ball Z: Super Butōden 3 (1994) – SNES
- Dragon Ball Z: Idainaru Son Goku Densetsu (1994) – PC Engine
- Dragon Ball Z Gaiden: Saiyajin Zetsumetsu Keikaku~Uchū-Hen (1994) – Playdia
- Dragon Ball Z: Super Goku Den — Totsugeki-Hen (1995) – SNES
- Dragon Ball Z: Ultimate Battle 22 (1995) – PlayStation
- Dragon Ball Z: Super Goku Den — Kakusei-Hen (1995) – SNES
- Dragon Ball Z: Shin Butōden (1995) – Sega Saturn
- Dragon Ball Z: Hyper Dimension (1996) –SNES
- Dragon Ball Z: Idainaru Dragon Ball Densetsu (1996) – PlayStation, Sega Saturn
- Dragon Ball GT: Final Bout (1997) – PlayStation
- Dragon Ball Z: Budokai – (2002) PlayStation 2, (2003) GameCube, (2012) PlayStation 3, Xbox 360
- Dragon Ball Z: Budokai 2 – (2003) PlayStation 2, (2004) GameCube
- Dragon Ball Z: Budokai 3 – (2004) PlayStation 2, (2012) PlayStation 3, Xbox 360
- Dragon Ball Z: Sagas (2005) – GameCube, PlayStation 2, Xbox
- Dragon Ball Z: Budokai Tenkaichi (2005) – PlayStation 2
- Super Dragon Ball Z (2006) – PlayStation 2
- Dragon Ball Z: Budokai Tenkaichi 2 (2006) – PlayStation 2, Wii
- Dragon Ball Z: Budokai Tenkaichi 3 (2007) – PlayStation 2, Wii
- Dragon Ball Z: Burst Limit (2008) – PlayStation 3, Xbox 360
- Dragon Ball Z: Infinite World (2008) – PlayStation 2
- Dragon Ball: Revenge of King Piccolo (2009) – Wii
- Dragon Ball: Raging Blast (2009) – PlayStation 3, Xbox 360
- Dragon Ball: Raging Blast 2 (2010) – PlayStation 3, Xbox 360
- Dragon Ball Online (2010) – Windows
- Dragon Ball Z: Ultimate Tenkaichi (2011) – PlayStation 3, Xbox 360
- Dragon Ball Z: For Kinect (2012) – Xbox 360
- Dragon Ball Z: Budokai HD Collection (2012) – PlayStation 3, Xbox 360
- Dragon Ball Z: Battle of Z (2014) – PlayStation 3, Xbox 360, PlayStation Vita
- Dragon Ball Xenoverse (2015) – PlayStation 3, PlayStation 4, Xbox 360, Xbox One, Windows
- Dragon Ball Z: Dokkan Battle (2015) - Android
- Dragon Ball Legends (2018) - Android
- Dragon Ball Xenoverse 2 – (2016) PlayStation 4, Xbox One, Windows, (2017) Nintendo Switch
- Dragon Ball FighterZ (2018) – PlayStation 4, Xbox One, Nintendo Switch, Windows
- Super Dragon Ball Heroes: World Mission (2012) – Nintendo Switch, Windows
- Dragon Ball Z: Kakarot – (2020) Windows, PlayStation 4, Xbox One, (2021) Nintendo Switch, (2023) PlayStation 5, Xbox Series X/S
- Dragon Ball: The Breakers (2022) – Windows, Nintendo Switch, PlayStation 4, Xbox One